# Douglas DC-6
Dimensions
Le Douglas DC-6 est un avion de ligne quadrimoteur américain produit entre 1947 et 1959 par la Douglas Aircraft Company. Il est conçu à la suite d'une demande de l'US Air Force pour un avion de transport militaire plus performant que le C-54, version militaire du DC-4, et avec une capacité d'emport supérieure. Le nouvel avion est désigné XC-112 ; par rapport au C-54 le fuselage est allongé, les moteurs sont plus puissants et la cabine est pressurisée. Durant la conception, la Seconde Guerre mondiale se termine, Douglas transforme alors son DC-6 en avion civil long-courrier.
Le DC-6 est désigné en tant que C-118 Liftmaster par l'US Air Force et en tant que R6D par l'US Navy.
Au total, 704 Douglas DC-6 sont construits. Quelques DC6-B, transformés en bombardiers d'eau, sont utilisés au Canada et par la Sécurité civile française (pour la France, cinq appareils: F-ZBAC / Pélican 61, F-ZBAD / Pélican 62, F-ZBAE / Pélican 63, F-ZBAP / Pélican 65 et F-ZBBU / Pélican 64 de 1980 à 1990).
Le Centre d'expérimentations nucléaires français du Pacifique (CEP) utilisait ces appareils.

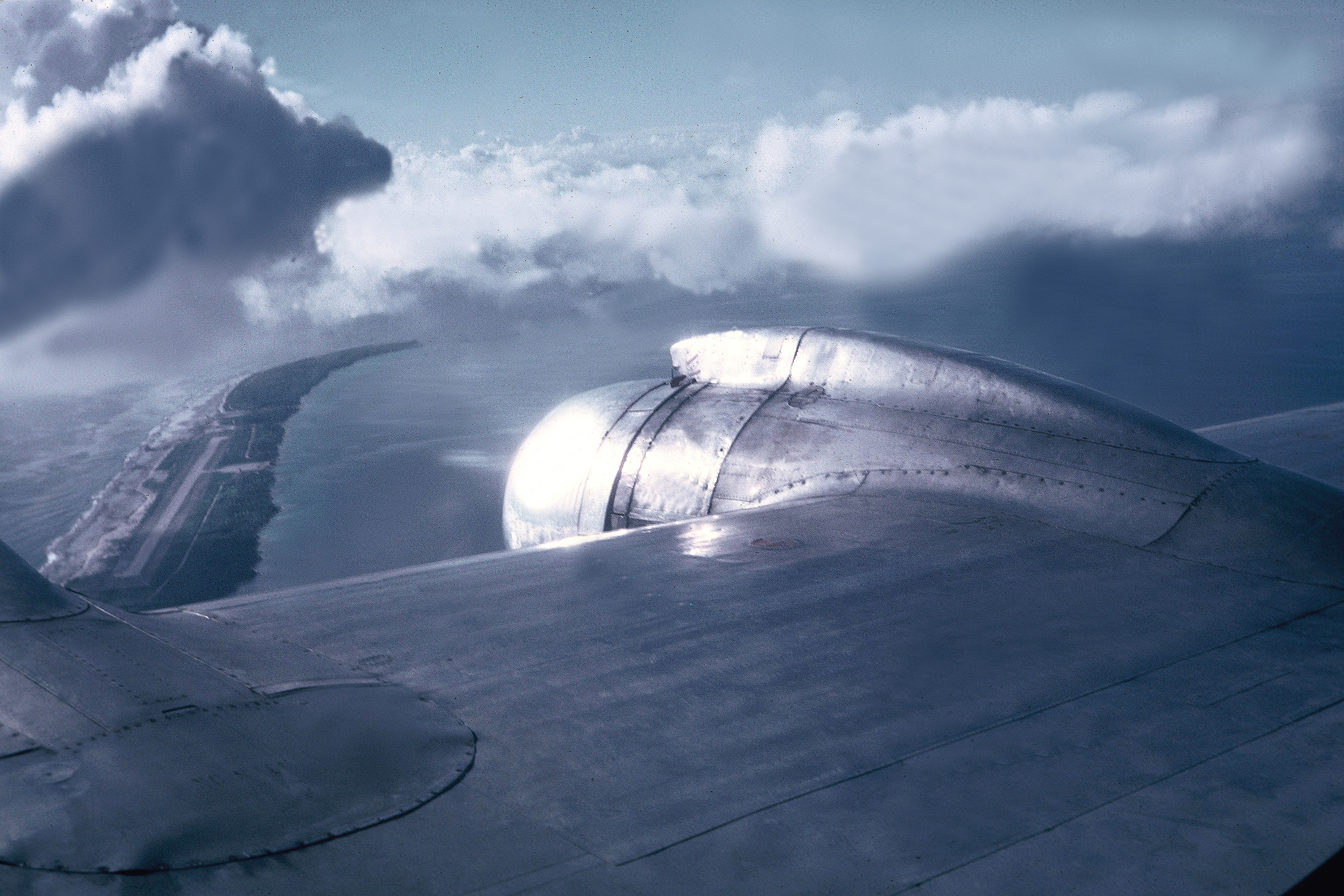
Vue de Mururoa depuis un DC-6 du GAM 82, en 1971.

## Versions
Douglas développe ensuite trois variantes, équipées de moteurs plus puissants et d'un fuselage plus long :
- le DC-6A, destiné au transport de fret,
- le DC-6B, pour le transport de passagers,
- le DC-6C, appareil mixte (convertible).

## Utilisateurs

### Utilisateurs militaires
Références, :
- Marine nationale française et l'Armée de l'air française : De 1966 à 1977, la Direction des centres d'expérimentations nucléaires (DIRCEN) a utilisé successivement huit DC-6 (mais six simultanément) au profit du CEP.
  - Détachés de l'escadron de transport ET 02/064 « Maine », ces appareils, étaient mis en œuvre par le Groupe Aérien Mixte 82 (GAM 82) basé à Faa'a - Tahiti (Base aérienne 190).
  - L'escadron de transport 2/64 Maine était basé à la Base aérienne 105 Évreux-Fauville. Le Béarn et Le Bigorre étaient les deux autres escadrons de la 64e escadre basée sur cette BA.

- Force aérienne argentine
- Composante air (Armée belge)
- Force aérienne bolivienne
- Force aérienne brésilienne
- Force aérienne colombienne
- Force aérienne chilienne

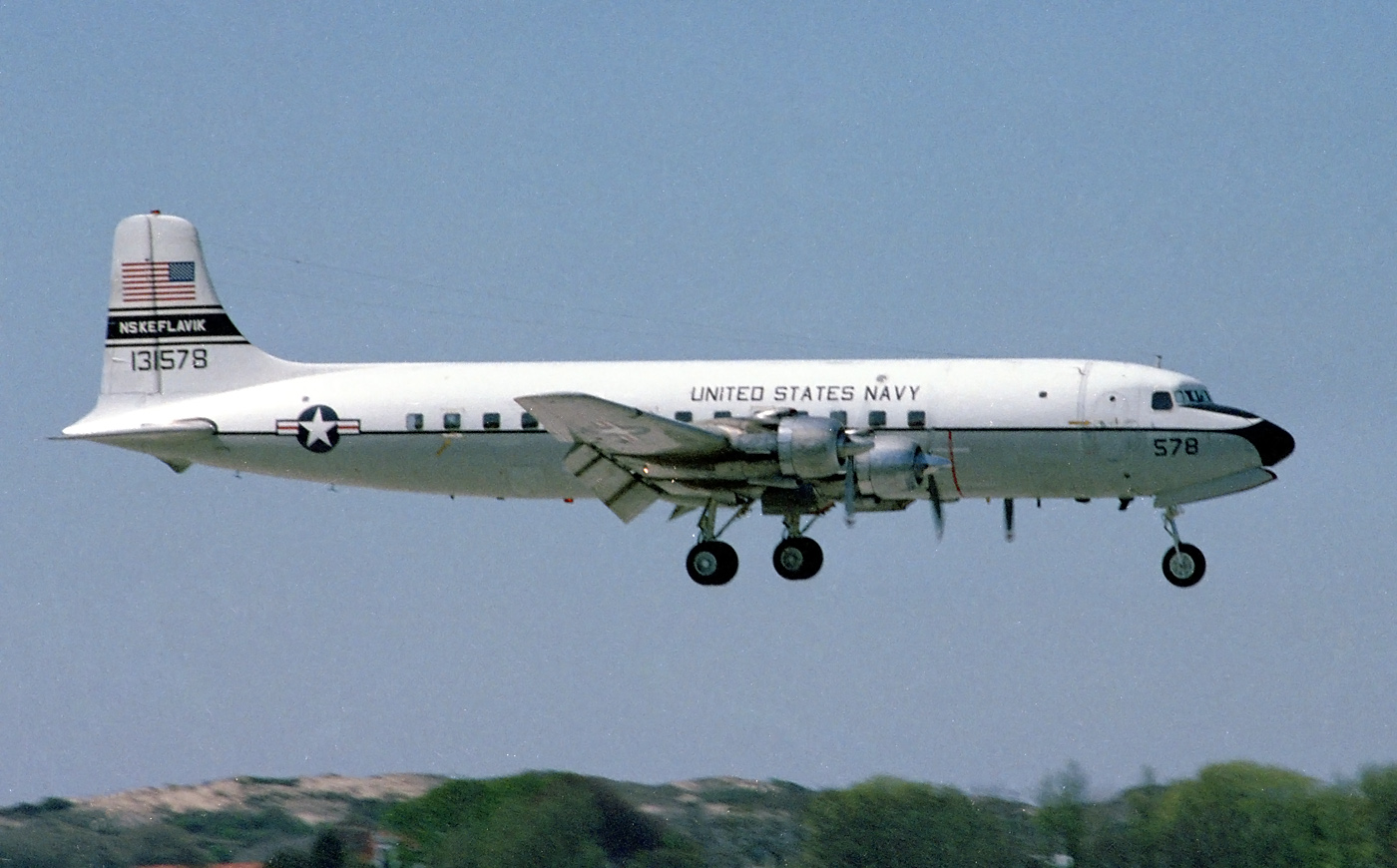
Un Douglas DC-6/C-118B opéré par la US Navy, Valkenburg 1980.

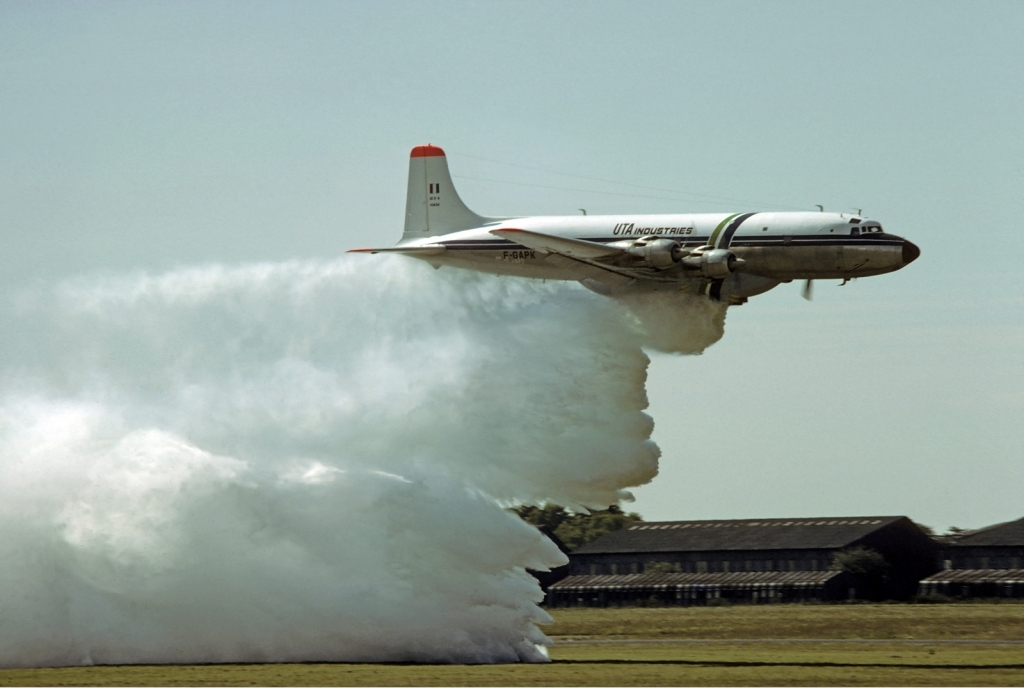
Un Douglas DC-6 opéré par UTA pour la Protection civile en version bombardier d'eau, Le Bourget 1977.

- Force aérienne de la république de Chine (Taiwan)
- Force aérienne de la république de Corée
- Force aérienne équatorienne
- Force aérienne guatémaltèque
- Force aérienne hondurienne
- Aeronautica Militare (Italie)
- Luftwaffe
- Force aérienne mexicaine
- Force aérienne royale néo-zélandaise
- Forces publiques du Panama
- Forces armées du Paraguay
- Force aérienne du Pérou
- Force aérienne portugaise
- Force aérienne salvadorienne
- United States Air Force
- United States Navy
- Force aérienne vietnamienne
- Force aérienne yougoslave (en)
- Force aérienne zambienne

### Utilisateurs civils

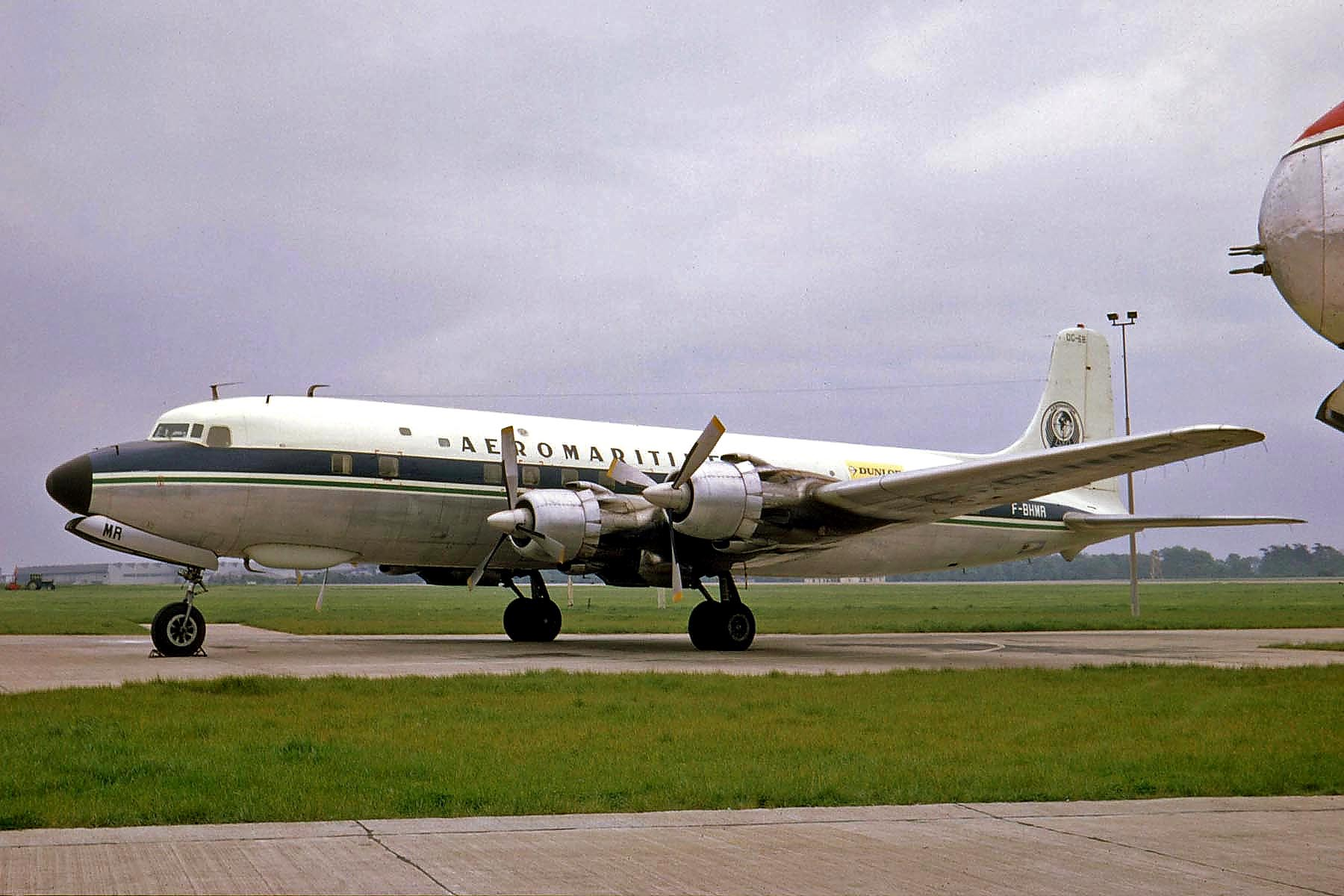
Un Douglas DC-6 opéré par Aéromaritime, Liverpool 1968.

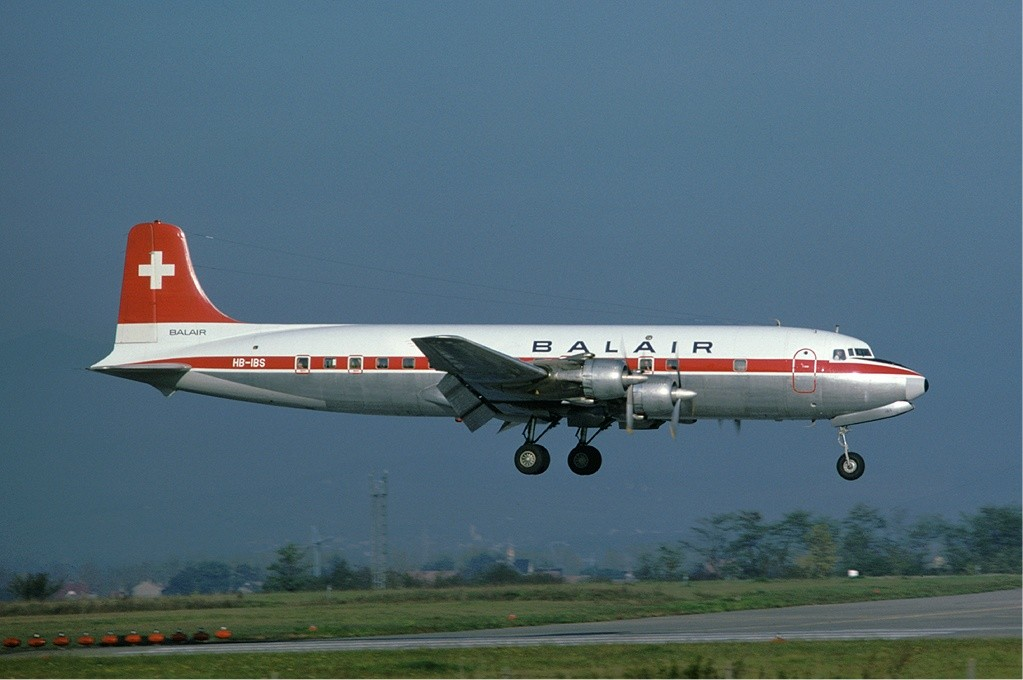
Un Douglas DC-6 opéré par Balair, Basle 1976.

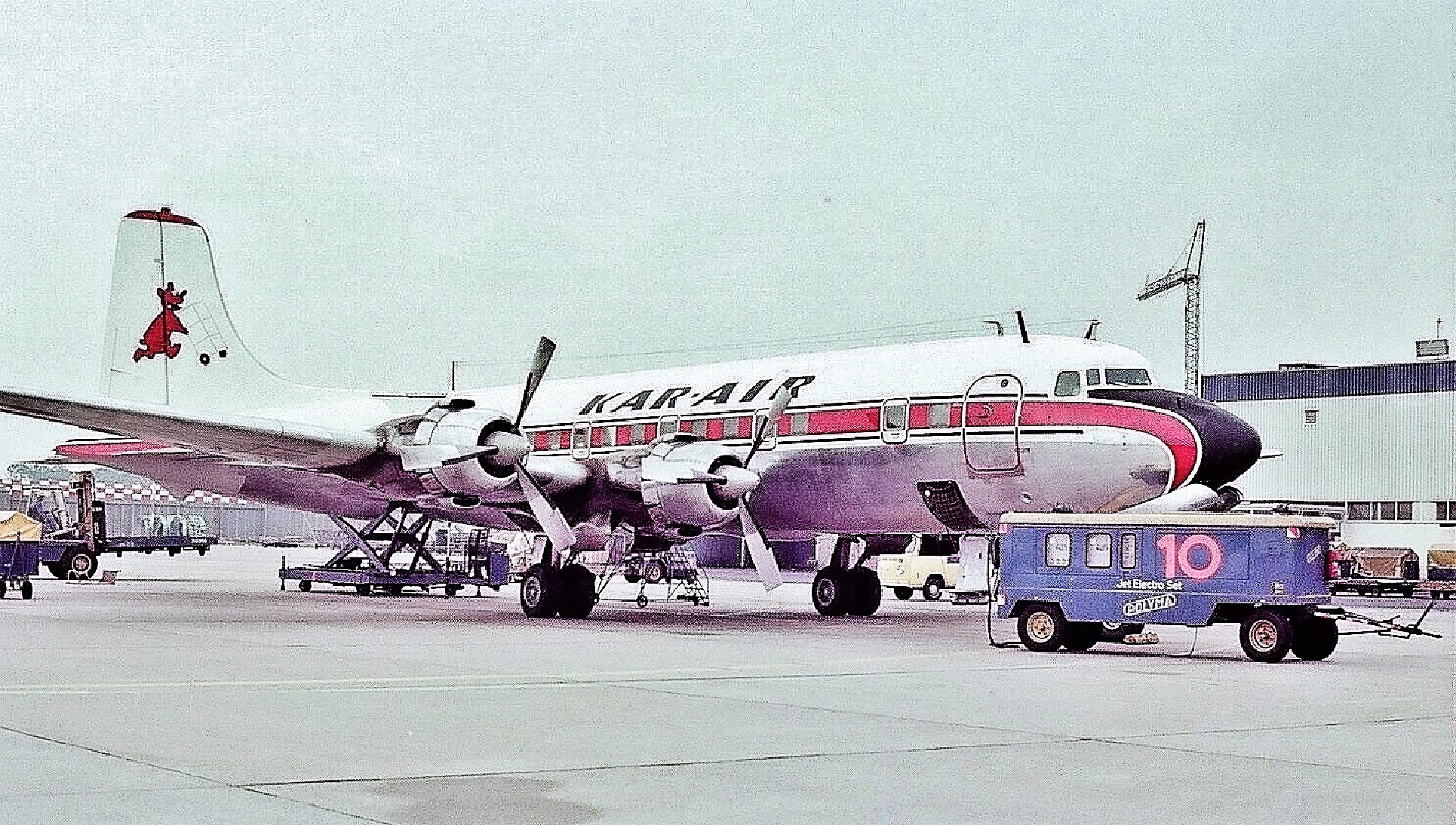
Un Douglas DC-6 opéré par Karair avec arrière rabattable, Düsseldorf 1976.

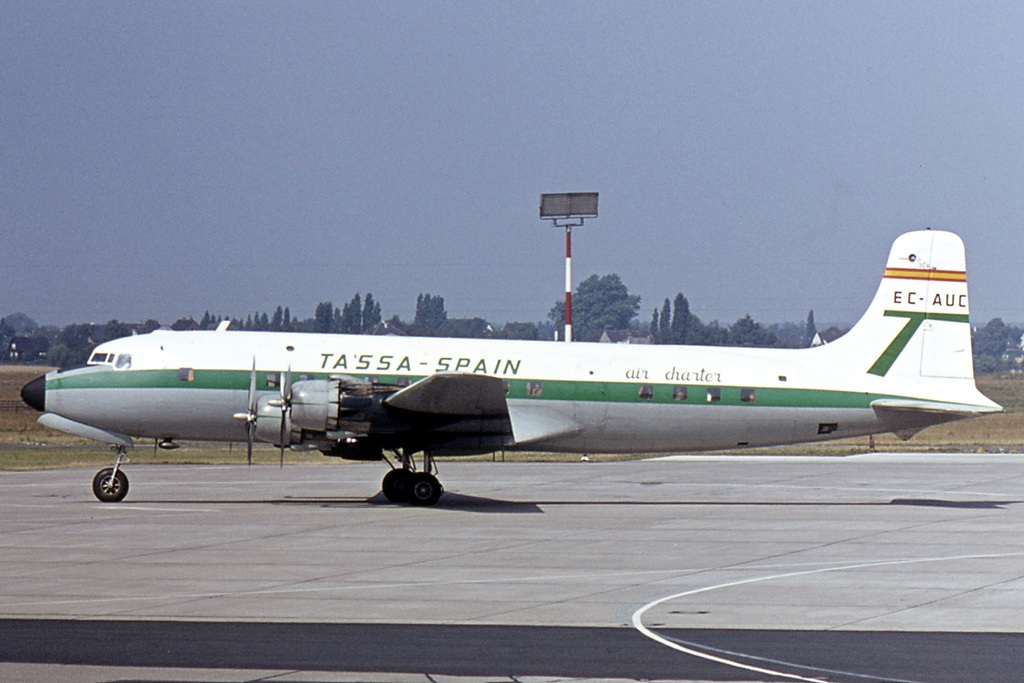
Le prototype du DC-6, opéré par TASSA, Düsseldorf 1964.

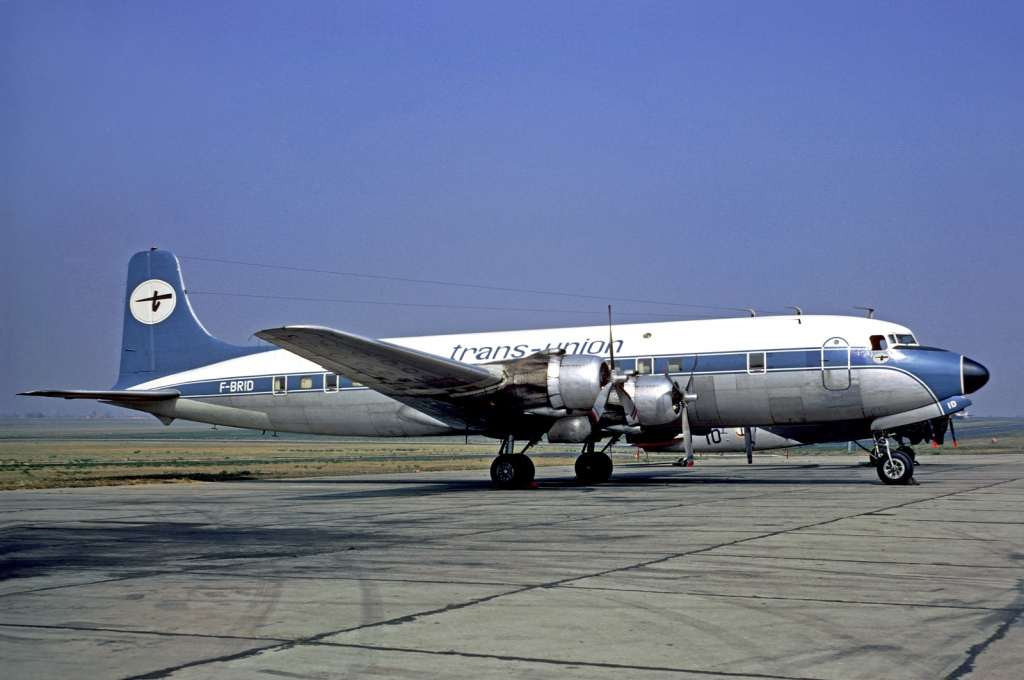
Un Douglas DC-6 opéré par Trans-Union, Le Bourget 1970.

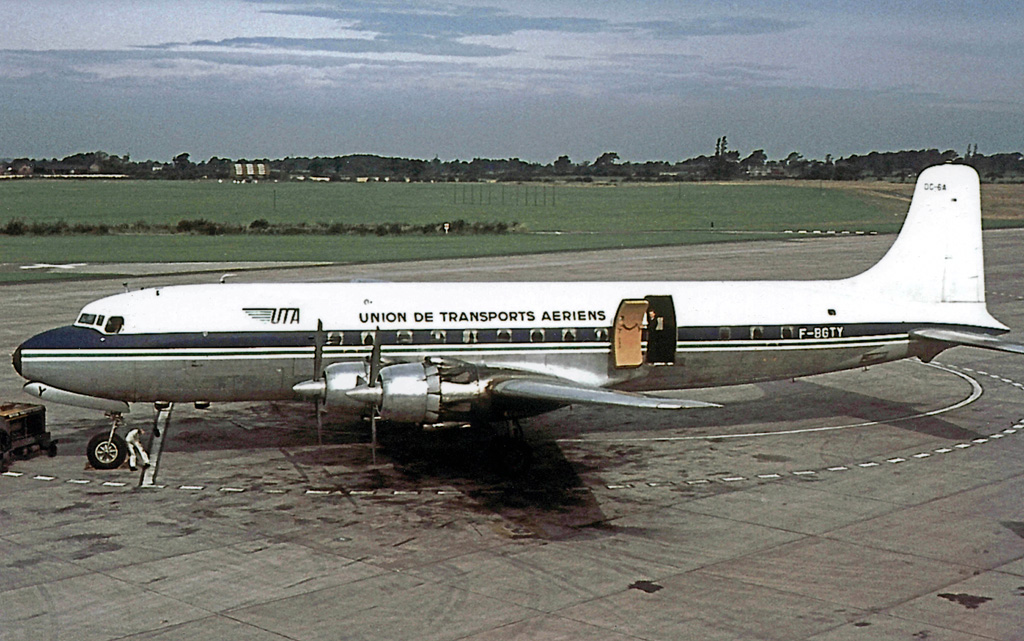
Un Douglas DC-6 opéré par UTA, Manchester 1964.

Références, :

#### Europe
- Aéromaritime
- 06 × AB Aerotransport (ABA) (en)
- Adria Airways
- 01 × Aigle Azur (1946)
- Air Atlantique (Royaume-Uni)
- Aviaco
- Air Ferry (de)
- 03 × Air Nautic
- 06 × Alitalia
- Aviaco
- Balair
- Belgian International Air Services (de)
- Braathens
- British Eagle International Airlines
- British United Airways
- Caledonian Airways
- Delta Air Transport
- 04 × Det Danske Luftfartselskab (DDL (de)
- Fred. Olsen Airtransport (en)
- Germanair (de)
- 02 × Hunting-Clan Air Transport) (en)
- Icelandair
- 02 × Jugoslovenski Aerotransport (JAT)
- 03 × Karair (de)
- 17 × KLM Royal Dutch Airlines
- 08 × Linee Aeree Italiane (LAI)
- Lloyd International Airways (en)
- Loftleiðir Icelandic
- 03 × Olympic Airways
- Pomair (de)
- 16 × Sabena
- 14 × Scandinavian Airlines System
- Sobelair
- Società Aerea Mediterranea
- Spantax
- Sterling Airways
- Südflug (de)
- 03 × Svensk Interkontinental Lufttrafik AB (SILA) (sv)
- 07 × Swissair
- TASSA (Trabajos Aéreos del Sahara) (de)
- 13 × Transair Sweden (de)
- Transavia
- 05 × Transports Aériens Intercontinentaux (TAI)
- 02 × Union Aéromaritime de Transport (UAT)

#### Autres continents
- Aerolíneas Argentinas
- Aerolíneas Peruanas (en)
- Aeroméxico

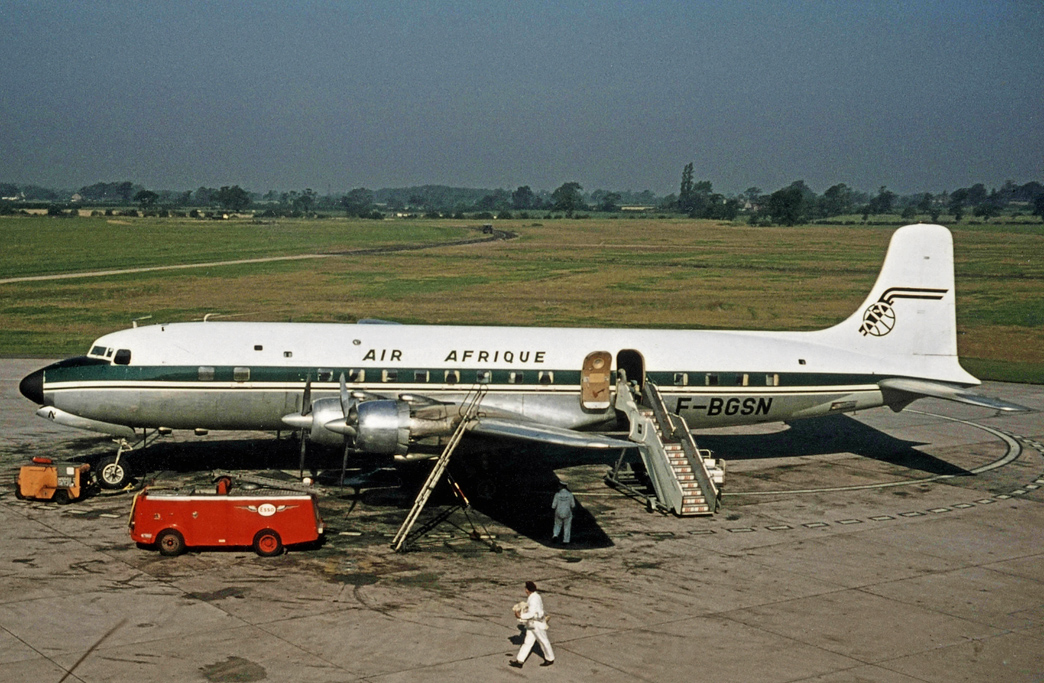
Un Douglas DC-6 opéré par Air Afrique, Manchester 1963.

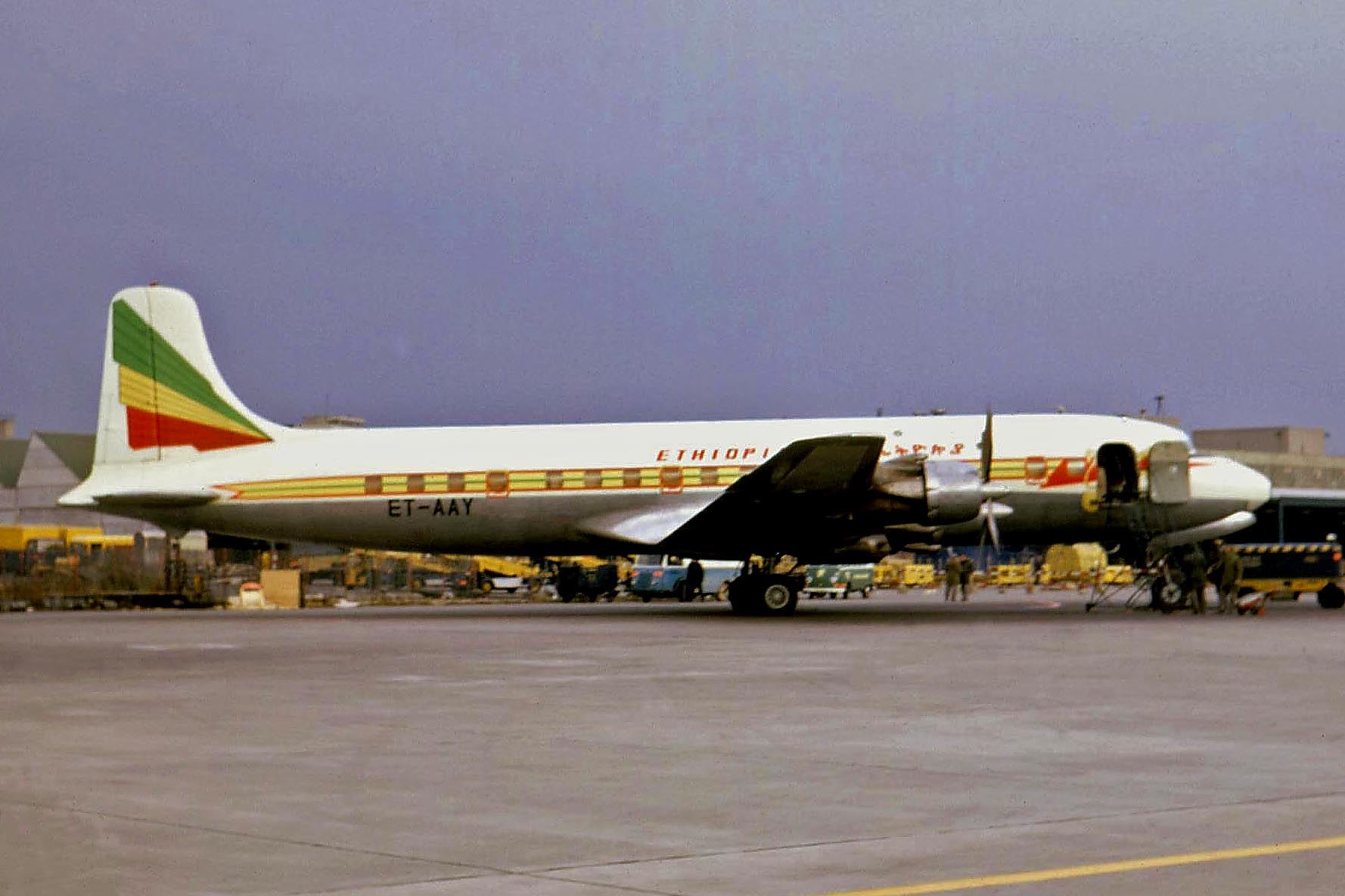
Un Douglas DC-6 opéré par Ethiopian Airlines, Frankfurt 1967.

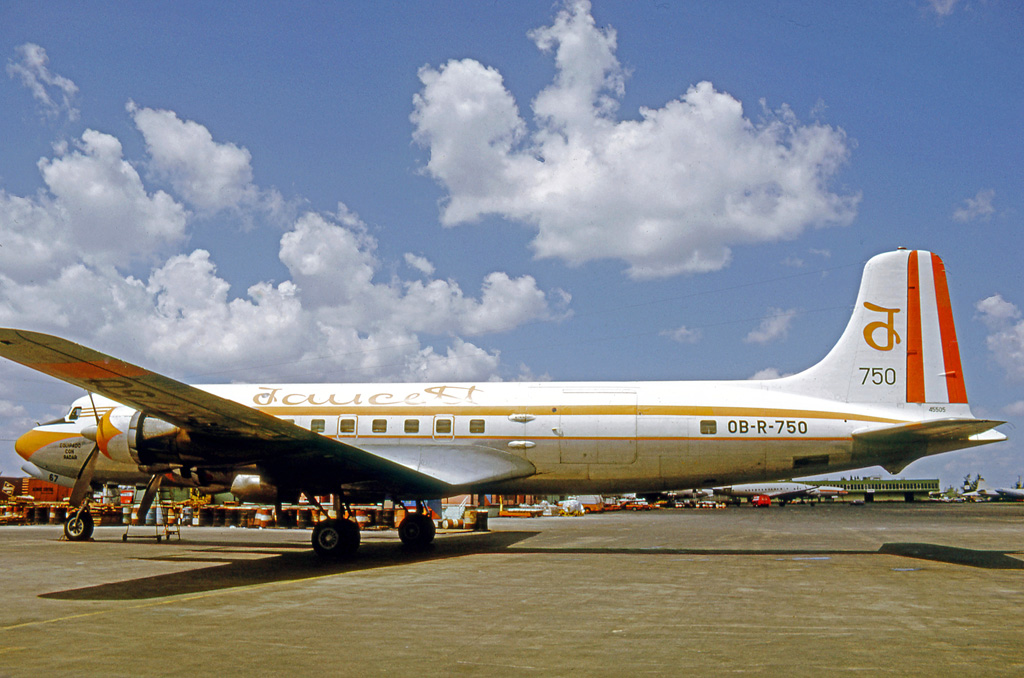
Un Douglas DC-6 opéré par Faucett Peru, Miami 1972.

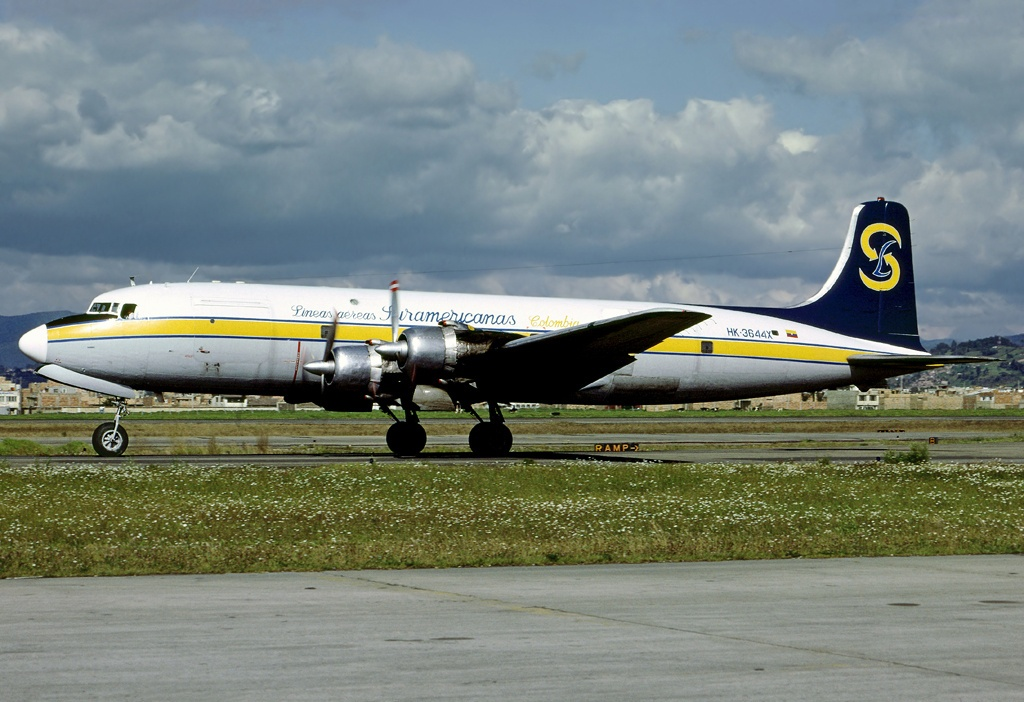
Un Douglas DC-6 opéré par Lineas Aereas Suramericanas, Bogota 1992.

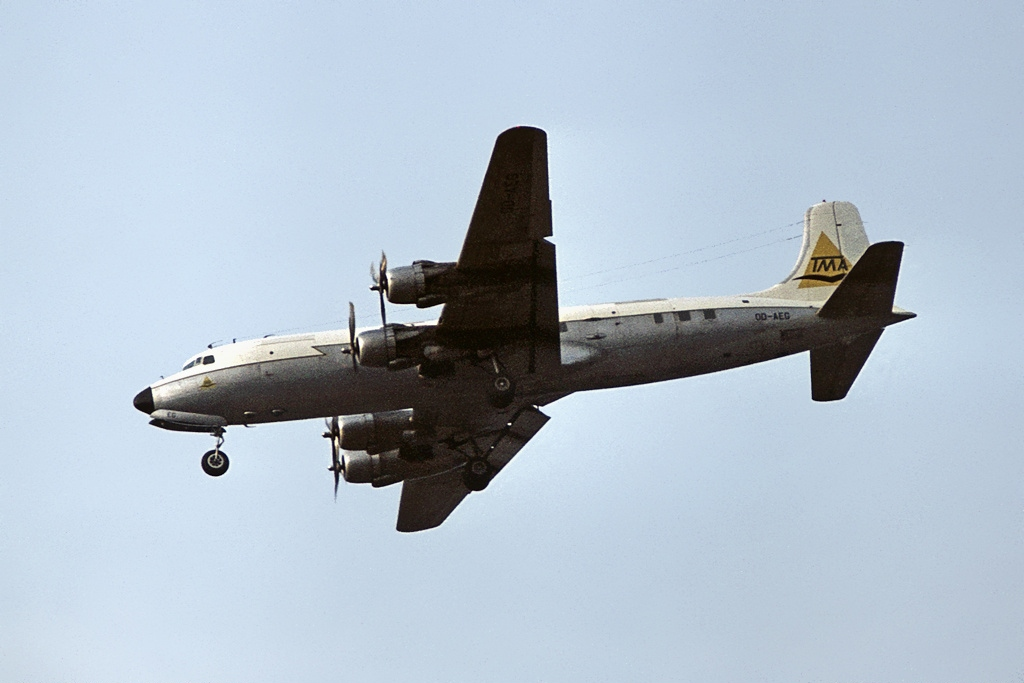
Un Douglas DC-6 opéré par Trans Mediterranean Airways-TMA, London 1972.

- Aerotransportes Litoral Argentino (ALA)
- Aerovias Guest
- Air Afrique
- Air Jordan) (de)
- Alia Airlines
- Ansett Australia
- Ariana Afghan Airlines
- Austral Líneas Aéreas
- Australian National Airlines (ANA)
- Aviateca
- Brothers Air Service (BASCO)
- British Commonwealth Pacific Airlines
- Buffalo Airways
- Canadian Pacific Air Lines
- Cathay Pacific
- Ecuatoriana de Aviación (en)
- Ethiopian Airlines
- Faucett Peru
- Flota Aérea Mercante Argentina (de)
- Air Greenland
- Japan Airlines
- Kuwait Airways Corporation
- Ladeco
- LAN Chile
- LANICA (en)
- Lebanese International Airways (en)
- Líneas Aéreas Suramericanas
- Lloyd Aéreo Boliviano
- Lóide Aéreo Nacional (en)
- Madair
- Maritime Central Airways
- Mexicana
- Nordair
- Pacific Western Airlines
- Panair do Brasil
- Persian Air Services
- REAL Transportes Aéreos (de)
- Royal Air Cambodge
- Royal Air Lao (de)
- SAHSA (en)
- SAVCO (de) (Servicios Aereos Virgen de Copacabna)
- TAN Honduras (de)
- Tasman Empire Airways Limited (en)
- Transair (Canada)
- Trans Mediterranean Airways
- Transportes Aéreos da Índia Portuguesa
- Transair (Canada) (en)
- Trans Australia Airlines
- United Arab Airlines
- VARIG
- Viação Aérea São Paulo (VASP)
- Wardair

## Accidents
Le 22 mars 1952, le Vol KLM 592 s'écrase à l'approche de l'aéroport international de Francfort faisant 45 victimes (et 2 survivants).

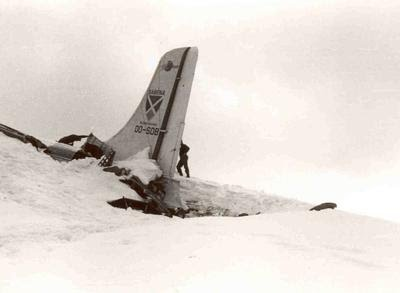
Les restes du DC-6 du vol Sabena 503 sur le Monte Terminillo.

Le 13 février 1955, le vol Sabena 503 s'écrase sur le Mont Terminillo en Italie tuant 29 personnes.
Le 1er novembre 1955, le Douglas DC-6MB du vol United Airlines 629 explose en plein vol alors qu'il effectue la liaison Denver–Portland, un attentat dont John Gilbert Graham est à l'origine. Ce dernier voulait tuer sa mère présente à bord pour toucher sa prime d’assurance.
Le 20 février 1956, le Douglas DC-6B immatriculé F-BGOD de la compagnie aérienne TAI (Transports aériens intercontinentaux) s'écrase non loin du Caire en Égypte, alors qu'il assurait la liaison Saigon-Paris, faisant 52 morts, à la suite d'un exercice d'entraînement d'approche sans visibilité.
Le 24 novembre 1956 le Douglas DC 6 des lignes intérieures italiennes s'écrase au décollage en bout de piste à Orly causant la mort de 34 personnes dont le chef d'orchestre italien Guido Cantelli. Les causes de l'accident sont restées indéterminées.
Le 6 janvier 1960, le DC-6 assurant le vol National Airlines 2511 (en) entre New York et Miami s'écrase en Caroline du Nord, faisant 34 morts.
Dans la nuit du 17 au 18 septembre 1961, probablement aux alentours de 0 h 15, l'Albertina, le DC-6 affrêté pour le compte de l'ONU par la compagnie suédoise Trans Air (en) qui transportait le secrétaire général des Nations unies Dag Hammarskjöld s'est écrasé dans une forêt à une dizaine de kilomètres de Ndola, en Rhodésie du Nord (actuelle Zambie). On dénombre quinze morts et un survivant gravement blessé qui décédera six jours plus tard.
Le 9 mars 1968 au soir, un crash aérien a lieu sur l'île de La Réunion, département et région d'outre-mer français dans le Sud-Ouest de l'océan Indien. Un Douglas DC-6 militaire ayant décollé de l'aéroport de Gillot à 23 h 15 s'écrase deux minutes plus tard dans les Hauts de la commune de Sainte-Marie, causant la mort de seize personnes, dont le général Charles Ailleret. Cet accident aérien demeure le plus grave de l'histoire de La Réunion.
Le 8 décembre 1969, l'équipage du vol Olympic Airways 954 tente d'éviter une zone orageuse lors de son approche aux instruments de l'aéroport international d'Hellinikon, en descendant l’appareil en deçà de la base des nuages ce qui le conduit à heurter accidentellement une montagne au sud-ouest du village de Keratea, bilan : 90 morts et aucun survivant. À l'époque c'est le pire accident aérien de l'histoire de la Grèce (il sera surpassé par le vol 522 Helios Airways, 36 ans plus tard) et c'est à ce jour le pire accident aérien impliquant un DC-6.

## Records
Le 29 mai 1953, un Douglas Super DC-6B appartenant à la flotte de la compagnie aérienne TAI (Transports aériens intercontinentaux) signe le nouveau record du monde de distance, soit 9 200 kilomètres, reliant Santa Monica (banlieue de Los Angeles) à l'Aéroport de Paris-Orly.